# Natalia Dumitresco
Natalia Dumitresco ou Natalia Dumitrescu, née à Bucarest le 20 décembre 1915 et morte à Chars le 3 juillet 1997, est une peintre non figurative d'origine roumaine naturalisée française.

## Biographie
Née en 1915 à Bucarest, formée à l'Académie des beaux-arts de cette ville, elle arrive à Paris en 1947 avec son mari, le sculpteur Alexandre Istrati. Ils sont accueillis par leur compatriote le sculpteur Constantin Brâncuși qui les héberge dans un atelier voisin du sien, impasse Ronsin dans le 15e arrondissement. Leur amitié dure jusqu'au bout et Brâncuși désigne le couple comme exécuteur testamentaire.
Elle meurt en 1997 à Chars dans le Vexin,. Elle partage une tombe au cimetière du Montparnasse avec Constantin Brâncuși et Alexandre Istrati.

## Œuvres dans les musées
- nd : Sans titre, musée d'Arts de Nantes[5]
- 1950 : Sans titre, musée d'Arts de Nantes[6]
- 1960 : Blanc point rouge, musée d'Arts de Nantes[7]
- 1961 : Sans titre, musée d'Arts de Nantes[8]
- 1962 : Sans titre, encre et plume sur papier, musée Rolin à Autun[9]
- 1969 : Sans titre, musée d'Arts de Nantes[10]
- 1969 : Sans titre, musée d'Arts de Nantes[11]
- 1974 : Composition, musée Picasso à Antibes[12]
- 1981 : Orangeville, musée Picasso à Antibes[13]
- 1989 : Sans titre, musée d'Arts de Nantes[14]